# Sebastião Pessanha
Sebastião Pessanha  (25 de setembro de 1892 - 18 de fevereiro de 1965 (72 anos)) Aristocrata, foi etnógrafo e crítico de arte.
Destacou-se como Diretor do Museu Municipal de Sintra, Presidente da Direção do Instituto de Sintra e Delegado da 6ª secção (Arte e Arqueologia) da Junta Nacional de Educação. 
Estudou as artes populares e identificou os seus principais núcleos. Coletou inúmeros objetos etnográficos, destacando-se o conjunto de máscaras transmontanas dos rituais de inverno, atualmente integrada no Museu Nacional de Enologia, em Lisboa. Colaborou com a imprensa periódica nomeadamente como diretor da revista Terra Portuguesa, Feira da Ladra  (1929- 1942) e com a Revista de Arqueologia (1932-1938).